# 角ゆりあ
角 ゆりあ（かど ゆりあ、2000年〈平成12年〉6月22日 - ）は、日本の元アイドルであり、女性アイドルグループNGT48の元メンバーである。
石川県川北町出身。

## 略歴
- 2015年7月25日、NGT48第1期生オーディションに合格[2]。
- 2017年6月17日、発表された『AKB48 49thシングル 選抜総選挙』では77位となり、アップカミングガールズに選抜[3]、同年9月7日、NGT48の2ndシングル「世界はどこまで青空なのか?」で、表題曲選抜メンバーに初選抜[4]。
- 2018年4月13日、単独コンサート「NGT48 単独コンサート〜朱鷺は来た！新潟から全国へ!〜」で、正規メンバーの昇格発表がありチームGに所属が発表[5]。同年9月19日、腰痛の影響で24日から約1か月間活動休止することを発表[6]。
- 2019年9月1日、NGT48のグループキャプテンに就任[7]。
- 2022年1月10日、NGT48の6周年記念公演で卒業発表[8]。同年3月31日、NGT48を卒業し芸能界も引退した[8][9]。

## 人物
- 愛称はかどちゃん[1]。
- 周囲の雰囲気に流されることなく独自の価値観に基づく行動を取ることがあり、その特異な行動パターンから「角スタイル」と呼ばれた。

## NGT48・AKB48での参加曲

### シングル選抜楽曲
NGT48名義
- 「青春時計」に収録
  - 暗闇求む
  - 下の名で呼べたのは… - 研究生名義
- 世界はどこまで青空なのか?
  - 大人になる前に - リアル学生選抜名義
  - ナニカガイル
- 春はどこから来るのか?
  - 蒸発した水分 - NGT48初代うた選抜名義
- 「世界の人へ」に収録
  - カーテンの柄 - Team G名義
  - 泣きべそかくまで - にいがったフレンド選抜名義
- シャーベットピンク
  - 絶望の後で - 「NGT48 TDCコンサート選抜メンバー」名義
- 「Awesome」に収録
  - 踵を鳴らせ!
- 「ポンコツな君が好きだ」に収録
  - 私が一番言いたかったこと
  - 僕らのトチオンガー

AKB48名義
- 「君はメロディー」に収録
  - Maxとき315号 - 「NGT48」名義
- 「翼はいらない」に収録
  - 君はどこにいる? - 「NGT48」名義
- 「シュートサイン」に収録
  - みどりと森の運動公園 - 「NGT48」名義
- 「#好きなんだ」に収録
  - 月の仮面 - 「アップカミングガールズ」名義